# Le Plessis-Richelieu
Le Plessis-Richelieu ist die seit etwa 1200 bezeugte Familie der Herren von Le Plessis, deren jüngere Linie um 1500 die Herrschaft Richelieu erbte. 

## Geschichte
Es handelt sich dabei um die Vorfahren des Kardinals Richelieu, des Ersten Ministers (1624–1642) Ludwigs XIII., der als Kirchenmann mit den Titeln eines Duc de Richelieu und eines Duc de Fronsac ausgezeichnet wurde. Mit dem Kardinal-Herzog und seinem älteren Bruder, dem Kardinal Alphonse-Louis du Plessis de Richelieu, der als Erzbischof von Lyon 1628–1653 Primas der Katholischen Kirche in Frankreich war, starb die Familie aus.
Beerbt wurde die Familie Le Plessis-Richelieu von der verschwägerten Familie Vignerot, die nicht nur die Herzogstitel übernahm, sondern auch ihren Namen übernahm.

## Stammliste

### 13./14. Jahrhundert
1. Guillaume I., um 1200, Seigneur du Plessis, des Breux et de La Vervolière.
  1. Pierre I., Seigneur du Plessis etc.
    1. Guillaume II., Seigneur du Plessis etc.
      1. Pierre II., † um 1331, Seigneur du Plessis etc.
        1. Guillaume III., † 1373, Seigneur du Plessis etc; ⚭ Charlotte, Tochter von Jean de La Celle.
          1. Pierre III., Seigneur du Plessis, des Breux, de La Carrelière, de Forges et de Thou, † 1401; ⚭ Ragonde Vigier. – Nachkommen siehe unten
          2. Sauvage, † 1409, Seigneur de La Vervolière, de La Valinière et de Favardines ⚭ 10. Juli 1388 Isabeau, Dame de Belarbe, † 1401, Tochter von Jean Le Groing, Seigneur de La Mothe-au-Groing – Nachkommen siehe unten
          3. Jean
          4. Jeanne ⚭ Guillaume de Maignac, Seigneur du Solier
          5. Catherine, Dame de Rives ⚭ Huguet de Puygiraut

        2. Pierre
        3. Eustache ⚭ Ithier de Torsac
        4. Alips ⚭ Philippe de La Châtre

      2. Jean
        1. Pierre I. ⚭ Jeanne, Tochter von Goulu de Mausson
          1. Jean ⚭ Philippe Barbine
            1. Pierre II.

  2. Jean, † 1263, de iure uxoris 7. Earl of Warwick ⚭ I Chrétienne, Tochter von Hugues Stanford; ⚭ Margaret de Beaumont, Countess of Warwick, Tochter von Henry de Beaumont, 5. Earl of Warwick (Haus Beaumont)

### Ältere Linie
1. Pierre III., Seigneur du Plessis, des Breux, de La Carrelière, de Forges et de Thou, † 1401; ⚭ Ragonde Vigier. – Vorfahren siehe oben
  1. Jean, † 1446, Seigneur du Plessis, des Breux, de Roys, de La Carrelière, de Faye et de Thou ⚭ Catherine Frétart.
    1. François
    2. Mandé, Seigneur du Plessis, des Breux, de Roys, de La Carrelière, de Faye et de Thou ⚭ Marie, Tochter von Gui, Seigneur de La Tousche
      1. Sauvage, Seigneur du Plessis, des Breux, de Vaux, de Roys, de La Milaudière, de La Carrelière et de Thou; ⚭ I 31. Januar 1474 Françoise L'Evêque; ⚭ II 15. Dezember 1485 Jeanne, Tochter von Alain de Rouyères, Seigneur de Brunhac
        1.           1. (I) François I., Seigneur du Plessis, des Breux, de La Milaudière, de La Carrelière et de Thou; Madeleine, Tochter von Philippe de Champropin, Seigneur d'Oncières
            1. François II., Seigneur du Plessis, des Breux, de La Carrelière et de Thou ⚭ 22. März 1541 Françoise, Tochter von Joachim de Chergé, Seigneur de Buxeil
              1. François III., Seigneur du Plessis, des Breux, de La Carrelière et de Thou ⚭ 1586 Jeanne, Tochter von Pierre d'Aloigny, Seigneur de Rochefort-sur-Creuse

            2. Claude
            3. Thoinette oder Thiennette
            4. Charlotte
            5. Suzanne
            6. Renée
            7. Jeanne

          2. (I) Hervé
          3. (I) Antoine
          4. (I) Jacques
          5. (I) Marie ⚭ Robert Châteignier
          6. (I) Françoise ⚭ Jacques de La Tour, Seigneur de La Place
          7. (II) Gilles
          8. (II) Antoinette

    3. Antoinette ⚭ 28. Juli 1436 Neugon de La Barde
    4. Claudine ⚭ Louis d'Harcourt, Seigneur de Montlouis

  2. Héliot, Seigneur de Forges
  3. Marguerite ⚭ Guyot de La Lande
  4. Hélène ⚭ I Naudin Badetrant ⚭ II Perrot de La Lande, Seigneur de Vaul

### Jüngere Linie
1. Sauvage, † 1409, Seigneur de La Vervolière, de La Valinière et de Favardines; ⚭ 10. Juli 1388 Isabeau, Dame de Belarbe, † 1401, Tochter von Jean Le Groing, Seigneur de La Mothe-au-Groing – Vorfahren siehe oben
  1. Sauvage
  2. Geoffroi, Seigneur de La Vervolière, de La Valinière, du Petit-Puy et de Hautmont; ⚭ Perrine, Dame de Richelieu, Tochter von Jean de Clérembault, Seigneur de Richelieu
    1. François I., Seigneur de Richelieu, de Beçay, de La Vervolière et du Petit-Puy ⚭ 21. November 1456 Renée, Tochter von Jacques Eveillechien, Seigneur de Saumoussay
      1. François II., Seigneur de Richelieu, de Beçay, de La Vervolière, du Petit-Puy et de Neufville; ⚭ I 25. Januar 1489 Guyonne, Tochter von Jean, Seigneur de Brée (Stammliste der Montmorency); ⚭ II 31. März 1506 Anne, Dame du Chillou, Tochter von Guyon, Seigneur du Chillou. (Haus Le Roy) 
        1. (I) Aymée; ⚭ Léon de Barbançois, Seigneur de Sarzay.
        2. (I) Jeanne; ⚭ 28. Oktober 1514 Mathurin du Theil, Seigneur de Frène.
        3. (I) Renée
        4. (II) Louis I., Seigneur de Richelieu, de Beçay, du Chillou et de La Vervolière, † 1551; ⚭ 16. Januar 1542 Françoise, Tochter von Antoine, Seigneur de Saint-Amand (Haus Rochechouart).
          1. Louis II., X 1555, Seigneur de Richelieu, de Beçay, du Chillou et de La Vervolière,.
          2. François III., Seigneur de Richelieu, de Beçay, du Chillou et de La Vervolière, † 10. Juli 1590; ⚭ Susanne, Tochter von François, Seigneur du Boissier (Haus La Porte) 
            1. Henri, X 1619, Seigneur de Richelieu, de Beçay, du Chillou et de La Vervolière; ⚭ Marguerite Guyot, Dame d'Ansac.
            2. Alphonse-Louis, * 1582, † 24. März 1653, genannt Le Cardinal de Lyon, Erzbischof von Aix 27. April 1626 – 27. November 1628, dann Erzbischof von Lyon 27. November 1628 – 24. März 1653, Kardinal 19. November 1629, 24. März 1632 – 24. März 1653 Großalmosenier von Frankreich
            3. Armand-Jean, * 5. September 1585, Bischof von Luçon 18. Dezember 1606 – 4. Dezember 1642, Kardinal 5. September 1622, August 1631, Duc de Richelieu, Marquis und Juli 1634, Duc de Fronsac, Pair de France (Patentbrief für Richelieu August 1631, für Fronsac Juli 1634, registriert für Richelieu 4. September 1631, für Fronsac 5. Juli 1634)
            4. Françoise † 1615 ⚭ I Jean de Beauvau, Seigneur de Pimpeau; ⚭ II 28. August 1603 René de Vignerot, Seigneur du Pont-Courlay, † 1625 (Haus Vignerot)
            5. Nicole, † 30. August 1635; ⚭ 25. November 1617 Urbain de Maillé, Marquis de Brézé, † 1650 (Haus Maillé)

          3. Benjamin, Abbé de Montier-la-Celle 1573–1608
          4. Louise, Dame de Beçay; ⚭ 24. April 1565 François, Seigneur du Cambout, † 1625 (Haus Le Cambout)
          5. Jeanne ⚭ I Pierre Fretart, Seigneur de Sauve ⚭ II Charles, Baron de Marconnay

        5. (II) François, Seigneur de Beaulieu ⚭ Françoise, Tochter von Pierre de Trion, Seigneur de Legurat
          1. Jacquette ⚭ François d'Aloigny, Seigneur de La Groye

        6. (II) Jacques évêque de Luçon
        7. (II) François Pillon, Seigneur de La Jabinière
        8. (II) Renée abbé de Nieuil
        9. (II) Antoine Le Moine, X 19. Januar 1576
        10. (II) Françoise ⚭ Georges L'Enfant, Seigneur de La Patrière
        11. (II) Anne ⚭ 11. Juni 1543 Gabriel de Mauvoisin, Seigneur de La Forêt, † 1557

      2. Jeanne ⚭ Louis Herpin, Seigneur du Château

    2. Pierre, Seigneur de Hautmont
    3. Antoinette ⚭ Pierre Loubes, Seigneur de Gastevine
    4. Jacquette ⚭ 1451 Guyot de Giresmes
    5. Isabeau ⚭ 13. Januar 1451 Jean Herpin, Seigneur du Château

  3. Jeanne ⚭ Gilles Fretart, Seigneur de Sauve

## Weblink
- Die Plessis-Richelieu bei web.genealogies